# Philipp I. (Waldeck)
Philipp I. (* 1445; † 1475) war 1475 Graf von Waldeck zu Waldeck und ist Stammvater der älteren Linie des Hauses Waldeck.
Er war Sohn des Grafen Wolrad I. und dessen Frau Barbara von Wertheim. Er selbst heiratete 1464 Johanna von Nassau-Dillenburg. Aus der Ehe ging der Sohn Heinrich hervor. 
Nach dem Tod des Vaters wurde Philipp dessen Nachfolger als Graf der Linie Waldeck zu Waldeck. Da er noch im gleichen Jahr starb, konnte Philipp keine eigenen politischen Akzente setzen. 